# Scutelliseta coriacea
Scutelliseta coriacea är en tvåvingeart som beskrevs av Richards 1960. Scutelliseta coriacea ingår i släktet Scutelliseta och familjen hoppflugor. Inga underarter finns listade i Catalogue of Life.